# Marin Barleti

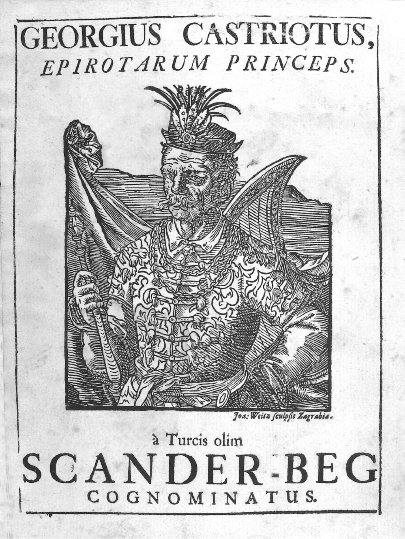
Okładka dzieła Barletiusa, wydanego w 1743 roku

Marin Barleti łac. Marinus Barletius (ur. w 1460 roku w Szkodrze – zm. po 1512 w Padwie) – albański pisarz, historyk i duchowny katolicki, humanista.
W 1478 roku brał udział w obronie rodzinnej Szkodry przed armią osmańską. Po śmierci Skanderbega miasto to stanowiło jeden z ostatnich ośrodków oporu. W czasie oblężenia Barleti stracił oboje rodziców. Do tego wydarzenia nawiązał w pierwszym swoim dziele – Oblężenie Szkodry (alb. Rrethimi i Shkodrës). Po przejęciu Szkodry przez Turków, Barleti wyemigrował do Wenecji. W 1494 został wyświęcony na księdza, pracował w parafii Piovene.

## Twórczość
Największym osiągnięciem Barletiego było obszerne, liczące 13 tomów dzieło Historia życia i czynów Skanderbega (Historia de vita et rebus gestis Scanderbegi), które zostało opublikowane w Rzymie ok. 1508-1510. Przetłumaczone na wiele języków europejskich (w 1533 na niemiecki, w 1554 na włoski, w 1575 na francuski, w 1596 na język angielski) stało się jednym z podstawowych źródeł do historii Albańczyków w okresie rządów Skanderbega. W dziele została zawarta także charakterystyka samego Skanderbega. W roku 1569 fragmenty dzieła Barletiego zostały przetłumaczone na język polski. Do dzieła Barletiego nawiązywali kolejni historycy, którzy opisywali okres rządów Skanderbega, w tym piszący w XVI wieku – Jacques de Lavardin.
Trzecim i ostatnim ze znanych dzieł Barletiego było Kompendium żywotów papieży i cesarzy (Compendium vitarum pontificum et imperatorum), wydane po raz pierwszy w 1512 roku. Ostatnie informacje o jego życiu pochodzą z 1512, data i miejsce śmierci nie są znane.
Imię Barletiego nosi jeden z prywatnych uniwersytetów, działających w Tiranie, biblioteka w Szkodrze, a także ulice w Tiranie, Durrësie, Kamzie, Lushnji, Prisztinie, Gjakove i w Vučitrnie.